# Csengery Adrienne
Csengery Adrienne (Amberg, 1946. január 3. –) Liszt Ferenc-díjas magyar szoprán énekművész, érdemes és kiváló művész.

## Életpályája
Édesapja Marosvásárhelyen született. Apai nagyanyja Szász Margit, aki a kolozsvári Szász családból származott. Apai nagyapja Szatmárból származott, a csengery Nagy nevet viselte. Ebből a családnevet még a XIX. században elhagyták, így lett a Nagy név helyett a család neve Csengery. Rokonságához tartozik Csengery Antal is. A család eredetét a XIII. századra teszik.
Anyja szegedi származású.
1960–1964 között a Szilágyi Erzsébet Gimnázium diákja volt. Az 1962–1963-as Ki mit tud?-on díjat nyert. 1965-ben felvételt nyert a budapesti Liszt Ferenc Zeneművészeti Főiskolára, ahol tanulmányait Kutrucz Éva irányításával végezte, diplomáját 1970-ben szerezte, és Kroó György, Pernye András, Mikó András oktatták. A Magyar Állami Operaházban 1969-ben Mozart Figaro házassága című operájában debütált Fanchette szerepében. 1970–2005 között a Magyar Állami Operaház szólistája volt. 1974–1977 között tagja volt a Müncheni Operaháznak, ahol elsősorban Mozart-szerepeket énekelt. 1996–2006 között a Magyar Zenei Tanács elnöke volt. 2005-től a Szegedi Tudományegyetem és a Debreceni Egyetem Zeneművészeti karának énektanára.

### Munkássága
Több nemzetközi énekverseny győztese volt. Számos fesztiválon lépett fel, többek között Bécsben, Salzburgban, Londonban, Milánóban, New Yorkban, Glyndebourne-ben. Olyan karmesterekkel muzsikált együtt, mint Lovro von Matacic, Pierre Boulez, Claudio Abbado, Eötvös Péter, Bernard Haitink.
Hanglemezfelvételeit több nemzetközi díjjal jutalmazták. Mint a kortárs zene hivatott előadója, számos új magyar alkotást mutatott be, a legnagyobb elismerést Kurtág György műveivel aratta. Hangversenyénekesként és régi-zenei előadóként is nemzetközi hírnevet szerzett. 1995 óta évente tart mesterkurzust a szombathelyi Bartók Szemináriumon.

## Színházi szerepei
A Színházi adattárban regisztrált bemutatóinak száma: Csengeri Adrienne-ként: 4; Csengery Adrienne-ként: 24.

### Csengeri Adrienne-ként
- Plautus: Szamárvásár....Karvezető
- Strauss: Rózsalovag....Három nemesi árva
- Kacsoh-Kenessey: János vitéz....Iluska

### Csengery Adrienne-ként
- Strauss: A cigánybáró....Arzéna
- Ránki György: Az ember tragédiája....Virágáruslány
- Móra-Benedek: Rab ember fiai....Iluci
- Puccini: Pillangókisasszony....Kate
- Puccini: Gianni Schicchi....Lauretta
- Verdi: Rigoletto....Ceprano grófné
- Mozart: A varázsfuvola....Pamina
- Ránki György: Pomádé király új ruhája....Dzsufi
- Verdi: Az álarcosbál....Oszkár
- Britten: Koldusopera....Polly
- Szabó-Borgulya: Légy jó mindhalálig!....Doroghy Bella
- Puccini: Bohémélet....Musette
- Mozart: Figaro házassága....Susanna
- Kodály Zoltán: Háry János.... Örzse
- Wagner: A Rajna kincse....Freia
- Donizetti: A szerelmi bájital....Adina
- Gounod: Faust....Margit
- Gluck: Orfeo ed Euridice....Euridice
- Monteverdi: Poppea megkoronázása....Drusilla
- Puccini: A köpeny....Szarka néni
- Eötvös Péter: Harakiri....Japán asszony

### Egyéb színházi szerepei
- Zerlina (Mozart: Don Giovanni)
- Fiordiligi (Mozart: Così fan tutte)
- Idamante, Elektra (Mozart: Idomeneo)
- Marie (Berg: Wozzeck)
- Lulu (Berg: Lulu)
- Anne (Sztravinszkij: A léhaság útja)

## Filmjei
- Tízezer kilométer a Szovjetunióban (1963)
- Mátyás király Debrecenben (1964)
- Fényes szelek (1969)
- Zenés TV Színház (1975)
- Daliás idők (1983)
- Hülyeség nem akadály (1986)

## Versenyeredmények
- 1973 Hertogenbosch – I. díj
- 1974 Gabriel Fauré énekverseny (Párizs) – Nagydíj (opera kategória)

## Díjak, kitüntetések
- Liszt Ferenc-díj (1981)
- Érdemes művész (1984)
- Veress Sándor-díj (2001)
- Kiváló művész (2008)
- Hazám-díj (2008)
- Inter-Lyra-díj[6]